# Gjermund Åsen
Gjermund Åsen (Trondheim, 22 mei 1991) is een Noors voetballer die als middenvelder speelt.
Åsen begon bij Strindheim in de 2. Divisjon en speelde van 2010 tot en met 2012 voor Rosenborg. Met die club won hij in 2010 de Superfinalen en de Tippeligaen. Åsen brak echter niet door en na twee verhuurperiodes aan Ranheim nam die club hem in 2012 definitief over. In de winterstop van 2015 kon Åsen niet overtuigen bij een trainingskamp van het Nederlandse N.E.C. Vanaf januari 2015 speelt hij voor Tromsø IL.